# Stephan Morais
Stephan Godinho Lopes Morais (Londra, Inghilterra, 27 ottobre 1973) è un banchiere ed investitore britannico.

## Formazione
Figlio di avvocati portoghese, Morais è cresciuto a Lisbona, Portogallo, dove ha studiato presso due delle migliori istituzioni del paese, il Colégio Sagrado Coração de Maria e o Colégio Valsassina. Ingegnere civile, si è laureato nel 1996 presso l'Instituto Superior Técnico di Lisbona, scuola di ingegneria più grandi e rispettate in Portogallo, ha frequentato il suo ultimo semestre presso l'Ecole Nationale des Ponts et Chaussées, Parigi, Francia. Nel 2000 ha aderito al programma di Master in Business Administration (MBA) della Harvard Business School dove ha ricevuto il Sainsbury Management Fellowship, diplomandosi nel 2002, specializzato in private equity.

## Carriera
Morais ha iniziato la sua carriera con Halcrow Group Limited nel Regno Unito, lavorando su progetti di privatizzazione, per conto di agenzie multilaterali come la Banca Mondiale, a Mozambico, Pakistan, Panama e Cile. Successivamente si trasferì a Londra, unendo Arthur Andersen Business Consulting, che integra il team Energy come Consulente Senior.
Tornato da Harvard, Morais è stato nominato consulente per il governo portoghese nella privatizzazione della IPE, i conglomerati Statale più importanti del paese, e poi stato coinvolto attivamente nella progettazione della politica energetica nazionale. Successivamente Morais si è iscritto al EDP - Energias de Portugal nel 2003 come Capo dell'Ufficio del Chief Executive Officer, dopo stato nominato Amministratore delegato del gruppo Naturgas energia Servicios in Bilbao, Spagna.
Avendo specializzato in investimenti in Private Equity in Harvard, nel 2006 Morais ha acquisito TemaHome, il più grande produttore di mobili contemporanei de Portogallo, attraverso un management buy-in con la amministrazione e un gruppo di investitori portoghese, lasciando la leadership delle operazioni fino al 2009. Nel 2010 dopo essere stato nominato dal Forum Economico Mondiale è diventato il primo cittadino portoghese di unirsi al gruppo selezionato di Young Global Leaders.
Morais ha servito anche come consigliere non-esecutivo in Crimson Investment Management, una società di investimento immobiliare, e come presidente non esecutivo di Light Models una agenzia di modelli e celebrità che ha contribuito a fondare con altri investitori in 2007. Morais ha fatto parte dei consiglio esecutivo di diverse società attraverso sua azienda personale di consulenza finanziaria e strategica, SEI.
Nel 2010 entra a far parte della banca più grande in Portogallo, il gruppo Caixa Geral de Depósitos dove è stato nominato membro del Consiglio di Amministrazione, Vice Presidente Esecutivo e CFO della prima banca di investimento in Mozambico, BNI - Banco Nacional de Investimento, una partnership tra il governo portoghese e il governo del Mozambico.

## Riconoscimenti e Premi
- 2002 Sainsbury Management Fellowship[9]
- 2009 DME Award - Design management Europe[10][11]
- 2009 Premio Nazionale di Design - "Sena da Silva" Presentato dal Centro Portoghese di Design e il Presidente della Repubblica[12][13]
- 2010 Nominato Giovani Leader Mondiale (Young Global Leader) dal Forum Economico Mondiale[14]